# Dušan Lipovec
Dušan Lipovec, slovenski slikar in publicist, * 13. februar 1952, Mekinje, † 28. maj 2005, Ljubljana.

## Življenjepis
Dušan Lipovec se je rodil v letoviški vili nekdanjega kopališča v Mekinjah pri Kamniku, imenovani Neptun. Njegov oče je bil znani podjetnik in vrhunski strokovnjak za tekstilstvo Franjo Lipovec, ustanovitelj tovarne Svilanit Kamnik. Po zaključku osnovne šole v domačem kraju je izobraževanje nadaljeval na Šoli za živinorejsko-veterinarske tehnike v Ljubljani. Po prvem letniku na Veterinarski fakulteti je uspešno opravil sprejemni izpit na ALU in leta 1977 diplomiral iz slikarstva pri prof. A. Jemcu. Po diplomi se je odpravil na študijsko izpopolnjevane v Kanado.
Poleg slikarstva se je posvečal še kiparstvu, fotografiji pa tudi poeziji.

## Likovno delo
Lipovec, ki je veljal za enega redkih kvalitetnih sodobnih slikarjev pokrajine, je svoje motive iskal v Kamniku in njegovi okolici pa tudi širše na Gorenjskem, ter na Dolenjskem, Primorskem in v Istri. Podobe iz narave je pogosto reduciral na bistvene, včasih dvodimenzionalne, drugič ekspresivno razgibane likovne elemente. Za svoje likovno delo je prejel številna priznanja. Imel je več kot petdeset samostojnih razstav tako doma kot v tujini.

## Literarno delo
Objavljena dela
- Barve besed (izbrane pesmi), (COBISS)
- Pesmi (COBISS)
- Izčrpno o krajih in ljudeh: knjiga o Komendi (COBISS)
- Likovna pričevanja in razmišljanja o kulturi (COBISS)